# Daytime Creative Arts Emmy Awards 2014
La cerimonia della 41ª edizione dei Daytime Creative Arts Emmy Awards (41st Daytime Creative Arts Emmy Awards) si è tenuta si è tenuta al Beverly Hilton Hotel di Beverly Hills il 20 giugno 2014.

## Daytime Creative Arts Emmy Awards

### Programmi televisivi

#### Miglior serie animata per bambini
- Kung Fu Panda - Mitiche avventure (Kung Fu Panda: Legends of Awesomeness)
  - Beware the Batman
  - Due fantagenitori (The Fairly OddParents)
  - I pinguini di Madagascar (Penguins of Madagascar)
  - Mostri contro alieni (Monsters vs. Aliens)
  - Turbo Fast

#### Miglior serie animata per la fascia prescolare
- Peg+Cat
  - Curioso come George (Curious George)
  - Sofia la principessa (Sofia the First)
  - Wonder Pets

#### Miglior programma per bambini
- R.L. Stine's The Haunting Hour: The Series
  - Animal Science
  - Game Changers with Kevin Frazier
  - Sea Rescue

#### Miglior programma per la fascia prescolare
- Sesame Street
  - Dino Dan
  - The Fresh Beat Band
  - Yo Gabba Gabba!

#### Miglior programma animato - categoria speciale
- Star Wars: The Clone Wars
  - Dan Vs.
  - Peter Rabbit
  - Transformers Prime Beast Hunters

#### Miglior programma lifestyle
- Elbow Room, in onda su HGTV
  - America Now, in onda in syndication
  - Home & Family, in onda su Hallmark Channel
  - Home Made Simple, in onda su OWN
  - This Old House, in onda su PBS

#### Miglior programma turistico
- Ocean Mysteries with Jeff Corwin, in onda in syndication
  - Awesome Adventures, in onda in syndication
  - Curious Traveler, in onda su YouTube.com
  - Jack Hanna's Into the Wild, in onda in syndication

### Altre categorie
- Miglior programma - categoria speciale: Super Soul Sunday, in onda su OWN
- Miglior programma di breve durata - categoria speciale: mI promise, in onda su mIpromise.com
- Miglior perfezionamento di un programma - categoria nuovi approcci: The Ellen DeGeneres Show, in onda in syndication
- Miglior programma - categoria nuovi approcci: The Scarecrow, in onda su YouTube.com
- Miglior annuncio promozionale a episodi: Nature, in onda su PBS
- Miglior annuncio promozionale istituzionale: Awkward / It's Your Sex Life – Gimme an “S”, in onda su MTV

### Recitazione, doppiaggio e conduzione televisiva

#### Miglior artista in una serie animata
- Hayley Faith Negrin – Peg+Cat
  - Sarah Bolt – Peter Rabbit
  - Alan Cumming – Arthur
  - Dwayne Hill – Peg+Cat
  - Ashley Tisdale – Sabrina vita da strega (Sabrina: Secrets of a Teenage Witch)

#### Miglior artista in un programma per bambini
- Jessica Honor Carleton – Green Screen Adventures
  - Leslie Carrara-Rudolph – Sesame Street
  - Katie Douglas – Spooksville
  - Joseph Mazzarino – Sesame Street
  - David Rudman – Sesame Street

#### Miglior presentatore di un programma lifestyle o turistico
- Joseph Rosendo – Joseph Rosendo's Travelscope
  - Leeza Gibbons, Bill Rancic – America Now
  - Richard Wiese – Born to Explore with Richard Wiese
  - Jack Hanna – Jack Hanna's Into the Wild
  - Jeff Corwin – Ocean Mysteries with Jeff Corwin
  - Rebecca Budig, Audra Lowe, JD Roberto – The Better Show

### Acconciature
- Miglior realizzazione nell'hairstyling per una serie drammatica: Michele Arvizo – Beautiful (The Bold and the Beautiful)
- Miglior realizzazione nell'hairstyling: Iasia Merriweather – The Queen Latifah Show

### Casting
- Miglior direttore del casting di una serie drammatica: Mark Teschner – General Hospital
- Miglior direttore del casting di una serie o speciale animato: Sarah Noonan, Gene Vassilaros, Meredith Layne – Teenage Mutant Ninja Turtles

### Colonna sonora
- Miglior realizzazione nella direzione e composizione musicale per una serie drammatica: Brian Lydell – La valle dei pini (All My Children)
- Miglior brano originale di una serie drammatica: Parachute, di Denyse Tontz e Suren Wijeyaratne – La valle dei pini (All My Children)
- Miglior realizzazione nella direzione e composizione musicale: Michael Rubin e John Angier – Bubble Guppies
- Miglior brano originale: 30,000 Reasons to Love Me, di Cat Gray e Wayne Brady – Let's Make A Deal
- Miglior brano originale di una sigla o promo: Disney's Sofia the First: Main Title Theme, di Craig Gerber e John Kavanaugh – Sofia la principessa (Sofia the First)

### Costumi
- Miglior costumista per una serie drammatica: Glenda Maddox – Beautiful (The Bold and the Beautiful) e Mary Iannelli – Febbre d'amore (The Young and the Restless)
- Miglior costumista: Rebekka Sorensen – Spooksville

### Direzione artistica
- Miglior realizzazione nella direzione artistica, scenografia, arredamento dei set per una serie drammatica: Tim Goodmanson, Martin Fahrer, Sarah Fredericks, Lisa K. Nilsson – La valle dei pini (All My Children) e Una vita da vivere (One Life to Live)
- Miglior realizzazione nella direzione artistica, scenografia, arredamento dei set: Anton Goss – The Ellen DeGeneres Show

### Fotografia
- Miglior realizzazione nella fotografia per un programma single-camera: Richard Dallett, Dan Fox – Giada in Paradise

### Illuminazione
- Miglior realizzazione nell'illuminazione per una serie drammatica: William Roberts, Ray Thompson – Febbre d'amore (The Young and the Restless)
- Miglior realizzazione nell'illuminazione: Marisa Davis – The Ellen DeGeneres Show e Jeff Engel – Wheel of Fortune

### Montaggio
- Miglior realizzazione nel montaggio video per una serie drammatica: Brian Bagwell, Marc Beruti, Zoe Edgerton, Anthony Pascarelli, Jonathan Smilowitz – Beautiful (The Bold and the Beautiful)
- Miglior realizzazione nel montaggio video per un programma single-camera: Ryan Moore – Giada in Paradise
- Miglior realizzazione nel montaggio video per un programma multi-camera: Todd James – Sesame Street
- Miglior realizzazione nel montaggio audio - categoria live action: montatori di Sesame Street
- Miglior realizzazione nel montaggio audio - categoria animazione: montatori di SpongeBob (SpongeBob SquarePants)
- Miglior realizzazione nel missaggio per una serie drammatica: ingegneri di Una vita da vivere (One Life to Live)
- Miglior realizzazione nel missaggio: ingegneri di The Ellen DeGeneres Show
- Miglior realizzazione nel missaggio - categoria live action: ingegneri di Sesame Street
- Miglior realizzazione nel missaggio - categoria animazione: ingegneri di Kung Fu Panda: Legends of Awesomeness

### Regia
- Miglior regia per una serie animata: Limbert Fabian, Brandon Oldenburg – The Scarecrow
- Miglior regia per un programma per bambini: registi di  Sesame Street
- Miglior regia per un programma lifestyle, culinario o turistico: Patrick Greene – Ocean Mysteries with Jeff Corwin
- Miglior regia per un talk show o programma della mattina: Scot Titelbaum – The Dr. Oz Show
- Miglior regia - categoria speciale: Anne Fox – Giada in Paradise

### Riprese
- Miglior squadra tecnica di una serie drammatica: troupe di Febbre d'amore (The Young and the Restless)
- Miglior squadra tecnica: troupe di Disney Parks Christmas Day Parade

### Sceneggiatura
- Miglior sceneggiatura per una serie animata: Peter K Hirsch – Arthur
- Miglior sceneggiatura per un programma per bambini: Joseph Mazzarino – Sesame Street
- Miglior sceneggiatura per un programma animato prescolare: Jonny Belt, Robert Scull – Bubble Guppies
- Miglior sceneggiatura - categoria speciale: Kevin A. Leman II – The Ellen DeGeneres Show

### Sigla
- Miglior realizzazione di sigle e grafiche: Stan Lim – Sabrina vita da strega (Sabrina: Secrets of a Teenage Witch)

### Stunt
- Miglior coordinamento stunt: Skip Carlsen – The Aquabats! Super Show!

### Trucco
- Miglior realizzazione nel trucco per una serie drammatica: Christine Lai-Johnson – Beautiful (The Bold and the Beautiful) e Donna Messina Armogida – General Hospital
- Miglior realizzazione nel trucco: Jessica Honor Carleton, Scott Gryder – Green Screen Adventures

## Premi speciali

### Lifetime Achievement Award
- A Russ Morash

## Premi della giuria
- Miglior realizzazione individuale nell'animazione: Ernie Gilbert (T.U.F.F. Puppy), Eddie Gribbin, Marten Jonmark e Stephen Robinson (Peter Rabbit), Jose Lopez e Yasuhiro Motoda (Transformers Prime Beast Hunters), Jennifer Oxley (Peg+Cat), Christopher Voy (Star Wars: The Clone Wars)